# بروس ريتشاردسون (ضابط بحري)
بروس ريتشاردسون (بالإنجليزية: Bruce Richardson)‏ هو ضابط بحري بريطاني، ولد في سبتمبر 1941.